# Bolaffi Arte
Bolaffi Arte (parfois écrit Bolaffiarte ou encore BOLAFFIARTE) était une revue italienne d'art née de l'initiative jointe du philatéliste Giulio Bolaffi (1902-1987) et Arnoldo Mondadori Editore.
L'apport de l'expérience éditoriale de ce dernier fut capitale pour le succès de la revue.
Son objectif était de fournir diverses informations sur le monde de l'art, particulièrement les visites aux ateliers des artistes, aux collections privées et publiques ainsi qu'aux musées.
Le premier numéro de la revue, juin 1970, publia notamment un service sur le collectionneur Giuseppe Panza de Biumo (une fraction de Varèse) qui ouvre les portes de la villa lombarde.
La couverture de la revue montrait chaque fois l’œuvre des artistes de l'époque.